# رازگراد (روستا)
رازگراد (به بلغاری: Razgrad) یک منطقهٔ مسکونی در بلغارستان است که در استان مونتانا واقع شده‌است.
 رازگراد  ۷۱۸ نفر جمعیت دارد و ۱۰۰ متر بالاتر از سطح دریا واقع شده‌است.